# Mariano Mores
Mariano Alberto Martínez (Buenos Aires, 18 de febrero de 1918-Buenos Aires, 13 de abril de 2016), más conocido como Mariano Mores, fue un músico argentino, pianista, compositor y director de orquesta de tango. Autor de varios de los tangos más famosos, entre los que se encuentran «Uno» y «Cafetín de Buenos Aires» (con Enrique Santos Discépolo), «Adiós pampa mía», «Cuartito azul», «Taquito militar», «Tanguera», «El firulete», «El patio de la morocha» (con Cátulo Castillo), «En esta tarde gris» y «Gricel» (con José María Contursi). «Uno» y «Adiós pampa mía» figuran entre los diez tangos más difundidos en el mundo, por los que recibió 26 discos de oro y platino.
En 1985 recibió el Premio Konex de Platino al mejor Compositor de Tango de la historia, además de dos Menciones Especiales Konex en 1995 y 2005. Fue elegido por votación popular realizada en el año 2000 como «Mejor compositor de tango del siglo» y su tema Taquito militar resultó votado como «Mejor milonga del siglo». Produjo gran cantidad de revistas que combinaban la música, la danza, el teatro y el humor, entre las que se destacan Buenas noches Buenos Aires (1963), Buenos Aires canta al mundo (1966), Yo canto a mi Argentina (1973), etc. En cine trabajó como actor y músico en películas como La doctora quiere tangos (1949), Corrientes, calle de ensueños (1949) y La voz de mi ciudad (1953), y como músico también en Buenas noches, Buenos Aires (1964). En televisión tuvo el papel protagónico junto a Mirtha Legrand, en la serie cómico-musical M ama a M (1957) y en la serie La familia Mores (1967).
Entre sus conformaciones musicales se destacaron su Orquesta Lírica Popular creada en 1950 y su Sexteto Rítmico Moderno. Varios de los integrantes de su familia se sumaron a sus espectáculos conformando un grupo familiar artístico conocido como la familia Mores, entre los que se han destacado su esposa Myrna Mores, su hermano Enrique Lucero, su hijo Nito Mores (fallecido en 1984), su hija Silvia Mores, su nuera Claudia Mores, sus nietos Gabriel Mores, Mariana Fabbiani y su sobrino Daniel Mores.
Falleció en Buenos Aires el 13 de abril de 2016 a los 98 años de edad.

## Biografía

### Primeros años
Mariano Mores nació con el nombre de Mariano Alberto Martínez en el barrio de San Telmo, Buenos Aires. Fue el mayor de siete hermanos. Sus padres eran apasionados bailarines que participaban constantemente de los concursos de tango que se organizaban en la ciudad. Su padre era viajante de comercio. Su abuelo era flautista y director de una banda, e insistía en que «Marianito» debía aprender música y ser concertista.
Su familia se mudó a Tres Arroyos en 1925. Allí comenzó a los siete años a estudiar piano clásico con un instrumento comprado especialmente por su familia para que él se convirtiera en concertista. Pero luego de algunas clases, el profesor de piano renunció a tenerlo como alumno, pensando que carecía de aptitudes musicales.

Lo triste fue cuando al cabo de unos meses el profesor me mandó de vuelta a lo de mi tío diciendo que no quería robarles la plata, porque al chico no le gustaba la música. Y, la verdad, lo tenía cansado: me costaba la clave y quería jugar a la pelota con mis amigos, nada más. Nadie sabía cómo darle la noticia a mis padres, estaban tan ilusionados.
Mariano Mores

Los padres vendieron el piano y en 1927 volvieron a Buenos Aires, radicándose en el barrio de Flores. Coincidió que en la esquina de su casa había un almacén y que la hermana del almacenero era maestra de piano:

Me asomé a la puerta y vi a una niña tocando aquello que yo no había podido aprender. Sonaba bellísimo. El almacenero me propuso aprender, porque la maestra era su hermana, y como yo no tenía dinero para pagar, acordamos en secreto que me descontaría 100 gramos de cada compra hasta juntar los 5 pesos que costaba la clase. Nunca me cobraron. Aprendí como un loco. Me entusiasmé tanto que pasé el solfeo y al año me recibí de maestro. Tenía 10 años.
Mariano Mores

En 1928 la familia Martínez se radica en Lanús Oeste, donde los padres volvieron a comprar un piano y Mariano comenzó a estudiar en el conservatorio D’Andrea con la profesora Amelia Faguada de Alcami, recibéndose en un año de profesor de teoría musical, solfeo y armonía.
En 1929 la familia se traslada a España donde permanecerá hasta 1936. Allí Marianito obtiene una beca en la Universidad de Salamanca donde se perfeccionó como pianista clásico tomando el perfil de niño prodigio que se presentaba como Lolo el compositor relámpago, debido a su capacidad para improvisar una canción a partir de dos o tres notas que le proponía el público. La gravedad de la situación política y la proximidad de la Guerra civil, hizo que la familia entera retorne a la Argentina en 1935.
En 1935, estando aún en España, la muerte de Carlos Gardel en un accidente aéreo sacudió al mundo. Por entonces, luego de pasar toda su adolescencia en Europa el contacto de Marianito con el tango era prácticamente nulo. Fue recién en ese momento que el joven Martínez comenzó a escuchar a Gardel y se apasionó por el tango:

Fue en 1936. Aún estaba fresco el recuerdo de la muerte de Carlos Gardel, yo casi no sabía quién era. Me acordaba, sí, que una vez, paseando junto a mi padre por la rambla de Barcelona, mi viejo se detuvo a escuchar la música que llegaba desde un negocio. «Eso es un tango ―me dijo―. Y el que lo canta se llama Gardel».
Mariano Mores

Mores se apasionaría con la música de Gardel, sobre todo la de su última etapa compuesta con Alfredo Le Pera que resultaría de una de sus principales influencias: «Me envolvió esa música». Ese mismo año de 1936, cuando Mariano contaba con 18 años, muere su padre, complicando seriamente la situación económica de la familia.

Al poco tiempo, mi papá se enfermó. Murió muy joven: tenía 42 años. Me dejó solo, porque desde entonces me faltó el alma. Mi padre era un hombre muy estudioso y culto; me hablaba de historia, de Chopin, de Beethoven. Estos son vestigios que quedan en uno; preludios que te da la vida, insignificantes, pero doloroso.
Mariano Mores

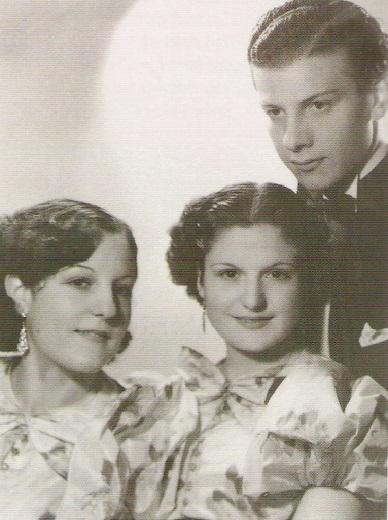
En 1936 Mariano conoce a las Hermanas Mores, que formaban un dúo, sumándose a ellas como pianista. Con una de ellas, Myrna, se casaría. Al ser conocidos como «Los Mores», adopta ese apellido para su nombre artístico. De izquierda a derecha: Margot Mores, Myrna Mores y Mariano Mores.

Mariano consiguió entonces trabajo como pianista en el Café Vicente de la calle Corrientes al 900, donde tocó música internacional. Por ese motivo, varias décadas después, la esquina de Corrientes y Carlos Pellegrini sería nombrada como Esquina Mariano Mores.

### El trío Los Mores
Casi simultáneamente con su primer empleo como músico, Mariano empezó a estudiar piano en la Primera Academia Argentina de Interpretación (PAADI), dirigida por Luis Rubinstein, que quedaba en Callao 420. En ese momento compuso la música de su primera canción, «Gitana», con letra de Rubinstein.
En la misma academia estudiaban tango dos hermanas, Myrna -futura esposa de Mariano- y Margot Moragues, que tenían un dúo conocido como Las Hermanitas Mores, ya que por razones artísticas habían simplificado su apellido. Años después Mariano recordaba la impresión que le había producido el dúo de las hermanas Mores:

Las chicas iban ascendiendo bárbaramente, con una calidad impresionante. Tenían una linda forma de expresarse, cantando. Yo cuidaba mucho eso....
Mariano Mores

Mariano se relaciona con las dos jóvenes y en 1938 el dúo se transforma en Trío Mores. Mariano por entonces era conocido como Marianito o «el pianista de las Hermanas Mores», a la vez que las presentaciones musicales eran referidas diciendo «actúan los Mores» o se presenta «el Trío Mores». De ese modo Mariano terminó adoptando artísticamente el apellido «Mores». A su vez, Mariano y Myrna se enamorarían y de ese amor surgiría el primer tango de aquel, el célebre Cuartito azul, al que Mario Battistella le puso letra («Cuartito azul de mi primera pasión...»), transmitiendo la historia de amor que el joven Mariano le había confesado:

A ella le dediqué mi primer tema, «Cuartito azul». Fue mi primera novia.

Para estar cerca de ella alquilé un cuartito en Villa del Parque, en la calle Terrada al 2400. Lo pintaba con cal coloreada con el azul para lavar la ropa, un blanqueador. Así nació el título: «Cuartito azul».

Quería ser un compositor de tango diferente a los demás. Con esa idea concebí Cuartito azul, que es muy romántico y afrancesado. Encontré el Mariano Mores que quería para mi futuro, con más romanticismo que carga dramática.
Mariano Mores

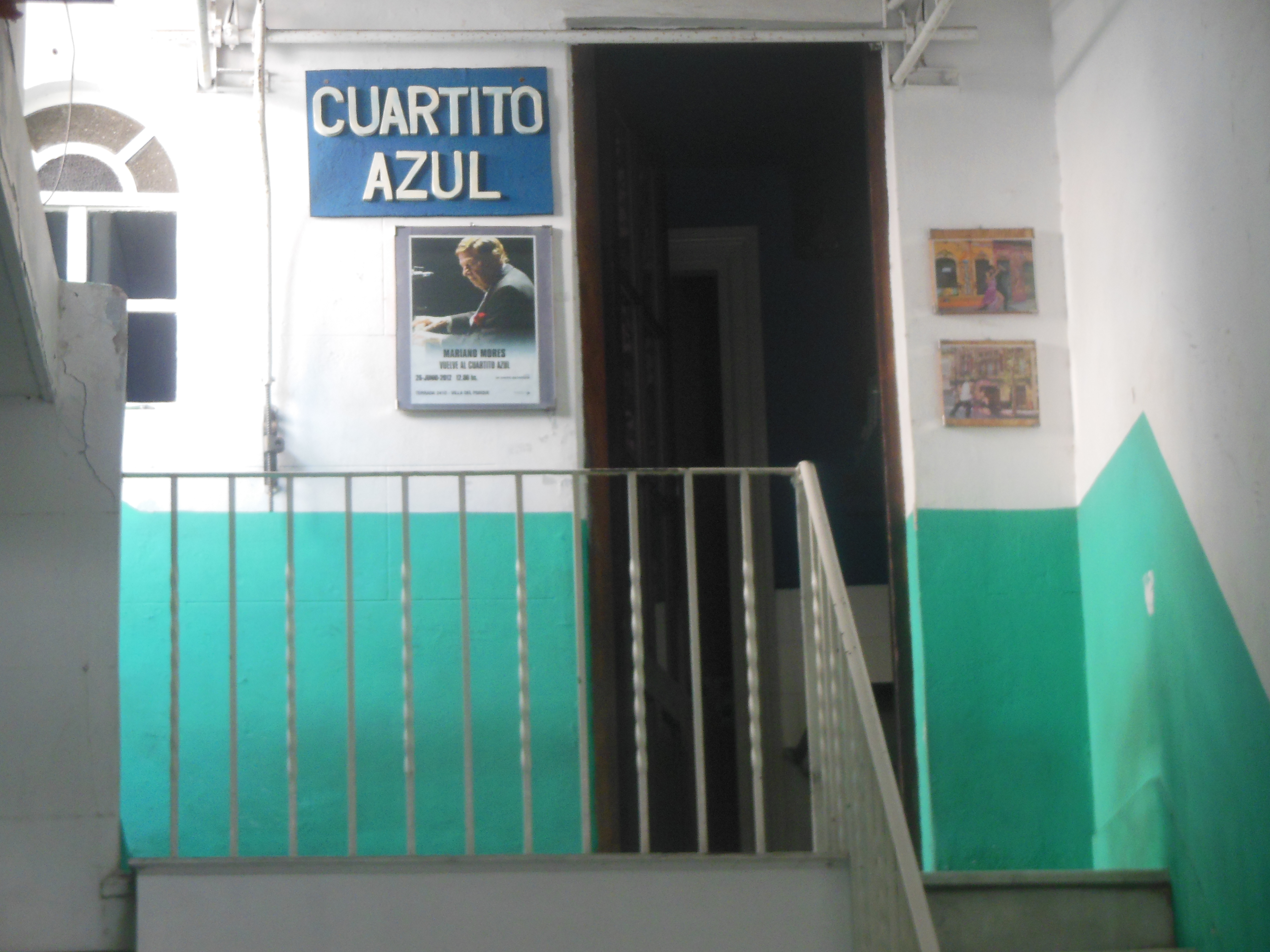
El «cuartito azul» que dio nombre al famoso tango ha sido restaurado como habitación museo. Se encuentra en Terrada 2410, del barrio de Villa del Parque. Fue el primer tango compuesto por Mariano Mores. Dedicado a Myrna Mores, quien sería su esposa, se refiere a la habitación que alquiló en 1938 para estar cerca de ella, que Mores pintaba con cal y azul de lavar.

El trío incluyó en su repertorio las canciones que Mariano Mores había empezado a componer: «Gitana», «Flor de hastío», «Cuartito azul». También realizó con el trío su primera presentación radial en Radio Belgrano. En 1938 hizo sus primeras grabaciones para el sello Columbia bajo el nombre de Orquesta Típica Marianito Mores: «Sueño angelical (天使の夢)», que es posible escuchar en YouTube, «Recuerdos» y «Mi geisha está triste», tres temas de Masao Koga, compositor japonés cuyas melodías se habían vuelto muy conocidas internacionalmente y que se considera padre de la música popular japonesa. Mores había tomado esas melodías japonesas internacionales y las había reescrito en tiempo de tango. Ese hallazgo lo instaló a Mariano Mores, tanto económica como artísticamente:

Yo había llevado a tiempo de tango algunas melodías japonesas que grabamos con las hermanas Mores, eso me dio cierto prestigio en el ambiente y mucha plata, porque el japonés que nos había contratado pagó 5000 dólares, cien a cada chica y el resto para mí. Una fortuna a los diecisiete años. Entonces para que me vieran, todas las noches me bajaba del tranvía en Corrientes y caminaba de Callao hasta Florida por la vereda sur, cruzaba y volvía por la vereda norte. Es que me había comprado siete trajes, siete camisas, siete corbatas y siete pares de medias, y siete de zapatos, un conjunto para cada día. Un traje era azul eléctrico, había que tener cara para ponérselo, pero además tenía mi pintita.
Mariano Mores.

En 1938 compuso el tema musical de la película Senderos de fe de Luis José Moglia Barth, que no tuvo éxito, pero que le dio la oportunidad de relacionarse con personalidades del mundo del espectáculo, como Rodolfo Sciammarella y Alberto Vaccarezza.

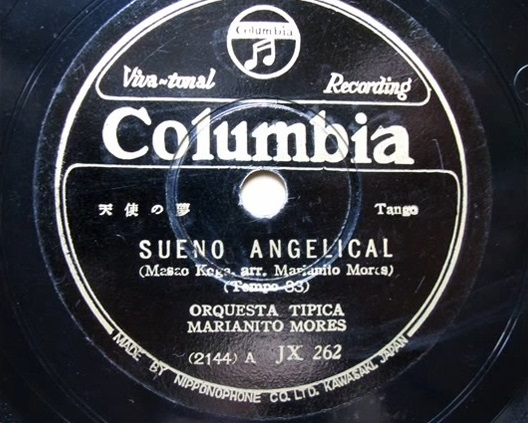
Primer disco grabado por la Orquesta Típica Marianito Mores, Sueño angelical (天使の夢) del compositor japonés Masao Koga en tiempo de tango.

En 1940 Margot se casó y el trío se disolvió. En 1942 Mariano y Myrna se casaron, lo que la llevó a ella a dejar de cantar profesionalmente para dedicarse a su hogar e hijos. Tendrían dos hijos: Mariano (Nito), nacido en 1944, y Silvia, un poco después. Pero para entonces Mariano ya había ingresado a la Orquesta de Francisco Canaro.

### Con Francisco Canaro
«Cuartito azul» hizo que el mundo musical pusiera los ojos sobre Mariano Mores. En 1939 lo grabó Ignacio Corsini acompañado de las guitarras de Pagés, Pesoa y Maciel.
Sciammarella, que se había hecho muy amigo de Mariano, lo presentó entonces a Francisco Canaro, que por entonces ya era una superestrella de fama internacional, célebre por sus composiciones, su orquesta típica diseñada dos décadas atrás, sus espectáculos y por la fortuna que había hecho con el tango: «tiene más plata que Canaro», decía por entonces la gente.
Canaro había quedado admirado por la versión de Corsini de «Cuartito azul» y le ofreció a Mores ingresar a su orquesta como director del coro:

El salario fue mi tema inicial.
―¿Cuánto querés ganar? ―me preguntó el maestro.
―Lo mismo que Irusta, Fugazot y Demare ―contesté.
No hubo problemas. Al poco tiempo no sólo dirigí el coro sino que agregó un piano más y tuvo dos pianistas, el otro era Luis Riccardi. Lo gracioso es que pensaba quedarme diez días y, finalmente, me quedé diez años.
Mariano Mores

Una de las primeras cosas que hizo Canaro fue grabar con su orquesta Cuartito azul (Odeón, 14/09/1939). Un mes después lo grababa otra gran orquesta, la de Osvaldo Fresedo, cantado por Enrique Ruiz (13/10/1939, RCA Víctor).
Canaro incorporó la canción a un sainete criollo musical escrito por él llamado Pantalones cortos, que no tuvo demasiado éxito. Pero el nombre de Mariano Mores ya era reconocido en el primer plano del mundo tanguero.
Con la Orquesta de Canaro muchos de sus tangos se convirtieron en grandes éxitos, incluso de alcance mundial, gracias a la enorme difusión internacional que tenía, revolucionando la complejidad y la estética lírico-musical del tango hasta ese momento. Entre esos éxitos se destacan:
- 1941: «En esta tarde gris». En 1941 Mores compone este extraordinario tango con letra de José María Contursi, hijo de Pascual Contursi, padre del tango-canción dos décadas antes, primero de muchos tangos extraordinarios que escribirán juntos. El crítico Jorge Göttling considera que se trata de la mejor composición musical de Mores, «casi una polonesa».[17] Ese año lo grabó la Orquesta de Canaro, y también Libertad Lamarque con la orquesta de Mario Murano y Francisco Fiorentino con la orquesta de Aníbal Troilo. Al año siguiente lo grabó el famoso cantante puertorriqueño Bobby Capó, autor de «Piel canela», y en 1947 Manuel Pizarro la grabaría en París con L'orchestre Argentin.

- 1942: «Gricel». Mores y Contursi componen otro gran tango convertido en éxito por la Orquesta de Canaro, en la voz de Eduardo Adrián. Ese mismo año también lo grabarían también Libertad Lamarque y Fiorentino/Troilo.

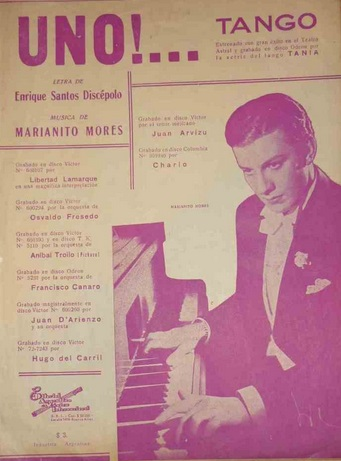
En 1938 Mariano Mores se integró a la orquesta de Francisco Canaro, hasta 1948. En ese período compuso varios tangos que entrarían al cancionero de los tangos más exitosos de todos los tiempos. «Uno», compuesto por Mores y Discépolo en 1943, es uno de los tangos más difundidos de la historia.

- 1943: «Uno» con Enrique Santos Discépolo, se convertiría en uno de los tangos más difundidos de la historia. La canción fue estrenada en los carnavales de ese año realizados en el Luna Park.[10] «Cuando se estrenó fue un delirio, la gente lo pedía alzando su dedo índice, forma marcativa de un número: uno. Así se conoce esta obra ciclópea, desgarradora, abarcativa. Uno, tango que sobrepasó los límites estéticos del género».[18] En adelante lo grabarán muchísimos músicos argentinos de tango, así como internacionalmente lo grabarán Julio Iglesias y Luis Miguel. Ese año compone también «Cada vez que me recuerdes», otra vez con Contursi, grabado simultáneamente por Adrián/Canaro, Libertad Lamarque y Fiorentino/Troilo.

- 1944: «Cristal» con Contursi. Grabado por Carlos Roldán con la orquesta de Canaro, Alberto Marino con la de Troilo y Oscar Serpa con la orquesta de Fresedo. «Copas, amigos y besos» con Enrique Cadícamo, que le graban ese año Alberto Marino con Troilo y Jorge Ortiz con Roberto Biagi, y al año siguiente Alberto Castillo.

- 1945: «Adiós pampa mía» con Canaro. Uno de los tangos más difundidos de la historia. Con un aire campero. Ese año el célebre cantante mexicano Jorge Negrete visita Buenos Aires y actúa en el Teatro Colón donde canta vestido de gaucho "Adiós pampa mía"; en 1947 Negrete repetiría el acto para la película Gran Casino.[19]

- 1946: "Sin palabras" nuevamente con Discépolo. Grabado por Alberto Arenas con la orquesta de Canaro, Marino/Troilo, Morel/Donato, Ortiz/Biagi, Alberto Podestá/Francini-Pontier, Morán/Pugliese.

Mariano Mores daba mucha importancia al tarareo y al silbido popular de sus canciones en la calle. Sus melodías estaban construidas con esa visión en mente, para crear obras que expresaran el alma del pueblo. Él mismo escribe en el prólogo al libro Cien tangos fundamentales:

El tango es un sentimiento... nace entrelazado con arrabal, esquina, farol y lengue, y en su «mezcla milagrosa» sale a ganar el mundo; porque consideramos que los grandes tangos son aquellos que silba el pueblo, pero que también trascienden las fronteras... Uno, Adiós pampa mía, Taquito militar, Tanguera y varios otros, me han dado muchas satisfacciones. Esas obras han dado la vuelta al mundo..., tangos internacionalmente célebres, pero, antes grandes «clásicos del silbido porteño» que representan por siempre el alma y la esencia argentinas.
Mariano Mores

### Orquesta propia y tango sinfónico
En 1948 Mores decide independizarse de la orquesta de Canaro:

El cine me apartó de la orquesta. Porque me ofrecieron convertirme en el galán de una película y hacer cine en aquella época, en los años cuarenta, era muy importante. Canaro no lo tomó bien. A mí me parece que la gente de su entorno lo convenció que me iba para hacerle la contra. Él me dijo: «Mirá Marianito, este es un camino largo, muchos creen que de repente pueden tocar las estrellas y terminan estrellados. Vos ya tenés pantalones largos; podés andar solo». No pudieron separarnos. Por si acaso dejé la música por un tiempo. La película fue El otro yo de Marcela. Un éxito de público.
Mariano Mores

Mariano Mores no aparece en los créditos de El otro yo de Marcela, una comedia musical en la que él interpretó con su propia orquesta la importante banda de sonido. Para los críticos Manrupe y Portela es una “intrascendente comedia de la que sólo cabe esperar el final” en tanto la crónica del semanario Marcha de Montevideo dijo: ”El tiempo y el dinero que el cine argentino invierte en estas tonterías no tiene otra posible disculpa que el alejado éxito de la obra teatral de origen, pero está por demostrarse el ingenio que allí emplearon los señores Pondal Ríos y Olivari que hace muchos años viven de estas recetas.” Entre los músicos que convoca a esa primera orquesta propia se encuentra el pianista Atilio Stampone.
Mores es una de las figuras que participan de los conciertos de música popular organizados por el presidente Juan Domingo Perón, junto a otros músicos como Hugo del Carril, Alberto Castillo, Nelly Omar y Antonio Tormo. El periodista Roberto Di Sandro cuenta:

Fuimos a almorzar con Perón y Eva a la residencia de Olivos, y en ese almuerzo, que fue ofrecido el periodismo acreditado en la casa de gobierno, y en esa circunstancia estaban Hugo del Carril, Alberto Castillo, Nelly Omar, Mariano Mores, Antonio Tormo, que fueron los que le dieron un poco de salsa con sus cantos y su música al almuerzo, ahí la conocí más directamente a Eva Perón con la cual pude hablar algunas palabras, le pregunté si tenía preferencia por algún tango y me contestó: “A mí me gusta el tango Uno”, y lo señaló a Mariano Mores tocando el piano.
Roberto Di Sandro

Su proyecto era formar una gran orquesta de características sinfónicas para hacer música popular, pero el proyecto terminaría chocando con visiones elitistas que establecían una separación inflexible entre música popular y música «culta», y un momento histórico en el que el tango empezaría a perder masividad, afectado por la internacionalización del mercado musical.

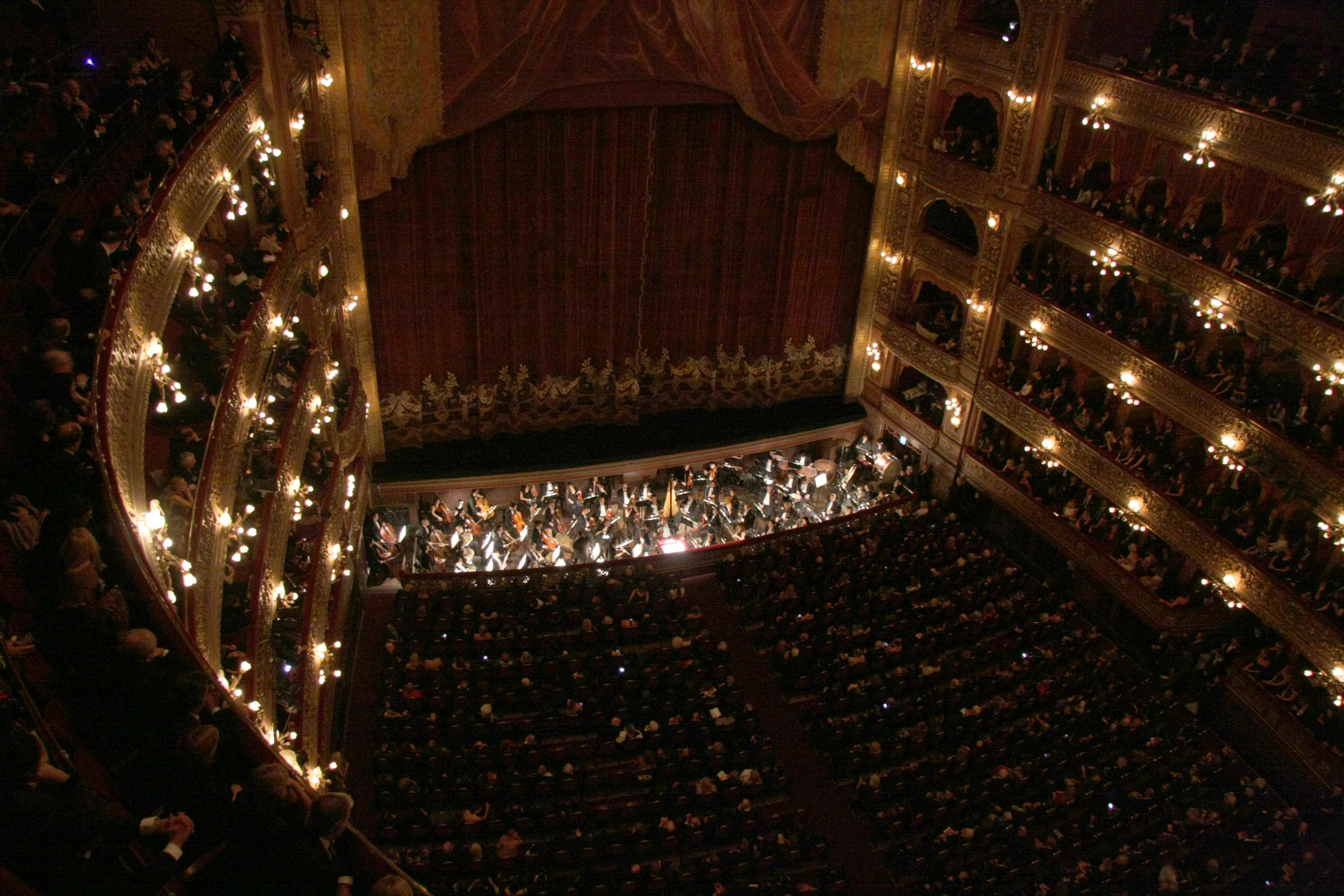
Mariano Mores fue la figura principal, durante el peronismo, de la apertura del Teatro Colón a la música popular. Su milonga «Taquito militar», estrenada en el Colón en 1952, quedó como emblema del vínculo entre música popular y música «culta».

Fue durante el primer gobierno peronista que Mariano Mores lleva adelante su proyecto de tango sinfónico. Varios críticos musicales «no vacilarán en compararlo con Cole Porter y Gershwin», e incluso llamarlo «el Gershwin argentino».
El tango había entrado al Teatro Colón de la mano de Libertad Lamarque en 1931 y el 18 de septiembre de 1933, actuaron allí las orquestas de Canaro, Lomuto, Firpo, Fresedo y De Caro. En la década del treinta, se reiteran los espectáculos de tango se reiteran en esa sala y una de las fechas preferidas son los célebres carnavales porteños.
Investigadores como José Pablo Feinmann y Ricardo Horvath destacan el papel jugado por Mariano Mores en la política de apertura del Teatro Colón al tango:

Con Perón, Marianito Mores mete su orquesta sinfónica de tango en el Primer Coliseo.
José Pablo Feinmann

Aquella política peronista de vincular la música popular y la música «culta» generó una fuerte oposición de los grupos conservadores. El diario La Nación cuestionó esa política llamándola «sarampión populista».
En el mismo sentido se ha hecho notar que Julio Cortázar en su novela El examen de 1950, transmite la sensación de los opositores «de que el Teatro Colón bajo el peronismo no es sino la degradación de algo hermoso».
«Taquito militar» fue el tema que simbolizó aquel proyecto de vinculación de «lo culto» con lo popular. Ricardo Horvath lo incluyó como uno de los «tangos malditos» en su libro Esos malditos tangos: apuntes para la otra historia, dedicado a tangos de «raigambre peronista», que por esa causa fueron discriminados, censurados o silenciados. El tema sería estrenado en el Teatro Colón y dedicado al Ministro de Guerra general Franklin Lucero. Mores cuenta que durante el peronismo incluso se llegó a pensar en crear otra Orquesta Sinfónica Nacional para interpretar música popular, cuyo director iba a ser el propio Mores, pero que el derrocamiento de Perón frustró aquellos planes de promoción de la música popular:

Vino el General Perón a ver el espectáculo. Le gustó mucho y allí nació la idea que esa orquesta (la Orquesta Sinfónica Nacional) tocara en Europa con dos directores, uno de música clásica y otro de música popular, ese iba a ser yo. Fue la primera vez que vino a verme un presidente. Fue el 14 de abril de 1955, la revolución frustró aquel proyecto.
Mariano Mores

La dictadura militar que derrocó al peronismo en 1955 frustraría el proyecto de crear un puente entre la música popular y la música «culta», pero Mores mantendría de todos modos la majestuosidad musical que él asociaba al tango.
Luego de su separación de Canaro, Mores fue contratado para dirigir la Orquesta Estable de Radio Belgrano. Pero ya desde 1948 se había rodeado de un grupo de músicos y cantantes, para formar una orquesta de características completamente novedosas para el tango, a veces más cercana a una orquesta de cámara (su primer nombre fue Orquesta de Cámara del Tango) y a veces más grande y con coro, que llamó Orquesta Lírica Popular, combinando en esa denominación los dos grandes sectores de la música, la «clásica» y la «popular», que en la visión de Mores se fusionaban.
Inicialmente «era una orquesta básicamente de cuerdas, con algunos instrumentinos, y el piano; la invitada especial como cantante fue Tania y alcanzamos un éxito importante». Mores sumaría sinfonismo al sonido de su orquesta usando herramientas musicales muy inusuales en el tango: batería y percusión, coros, arpas, clarinetes. Para el sonido de Mores resultaría de fundamental importancia, a partir de 1952, el aporte del maestro Martín Darré, en órgano y arreglos orquestales; se ha llegado a decir que fue Darré «quien le dio carácter y estilo a la orquesta de Mariano Mores».

Nunca quise limitarme a la orquesta típica, por ejemplo. Siempre organicé conjuntos numerosos, le agregué timbres, pero conservando el acento. Sumé, nunca dividí.
Mariano Mores

La gran orquesta de Mores variaba en número, pero promediaba unos treinta y cinco músicos. Entre los integrantes iniciales estuvieron el bandoneonista Leopoldo Federico, el guitarrista Ubaldo de Lío, el baterista Pepe Corriale, y como cantantes su hermano Enrique Lucero y Tania, la esposa de Discepolín.
En la década de 1960 la idea de una orquesta de cámara de tango tomaría la forma estable de un sexteto, adoptando el nombre de Sexteto Lírico Moderno. Cuando en la década del '70 aparecieron los sintetizadores, el sexteto de Mores profundizaría aún más la línea sinfónica con la que siempre soñó.
A partir de 1955 comenzarían a desaparecen las grandes orquestas permanentes que habían dominado el tango durante las dos décadas anteriores. Pero Mariano Mores organizará grandes orquestas en cada oportunidad que las posibilidades del espectáculo lo permitiera, como por ejemplo en las películas o las giras internacionales, para las que armaba grandes orquestas de treinta y más músicos.
En un reportaje de 1999 Mores explicaba cual era la visión espectacular que quería mostrar en las giras internacionales que emprendería, soñando con orquestas de 300 músicos:

Cuando salgo al exterior para llevar nuestra música, debo mostrarla en toda su grandilocuencia. Es así como lo siento. Lamentablemente hoy el tango se conoce afuera por intérpretes regulares y orquestas medianas. Los arreglos son desarreglos, salvo contadas excepciones, como Julián Plaza o Raúl Garello. Yo cierro los ojos y sueño con una orquesta de 300 músicos, con mis amigos que ya se fueron. José Contursi, Troilo, mi hermano, Discépolo, Manzi, el gran Canaro.
Mariano Mores

Su hija Silvia, hablando de la mentalidad orquestal de su padre, decía varios años después:

Es que como es un músico clásico tiene a la gran orquesta en su cabeza, pero llegó un momento en que era muy costoso mantener una orquesta. Ahí fue donde tuvo que armar un sexteto, pero siempre tuvo ese sonido en su cabeza. Para que ese sexteto pudiera sonar como quería le puso todos los sonidos nuevos: desde sintetizadores a cuerdas y vientos. También fue criticado por los tradicionalistas, pero no le importó.
Silvia Mores

Los críticos de tango Néstor Pinzón y Ricardo García Baya, opinando sobre las características peculiares de la orquestación de Mariano Mores, dicen:

Era, en realidad, una orquesta para el teatro y para la televisión. Una orquesta para el espectáculo.

Manuel Adet, en el mismo sentido, dice de su estilo:

Recién para 1951 Mores formará su propia orquesta. Al escenario sube una multitud de músicos con instrumentos absolutamente originales en el género. Al bandoneón, los violines y el piano, se suman el arpa, las guitarras, el órgano y toda una puesta en escena donde había excelentes músicos, buenos cantores, pero lo que importaba en todos los casos era el espectáculo.
Manuel Adet

### Entre 1948 y 1955
Uno de los primeros trabajos de Mariano Mores como músico independiente fue su contratación para componer la música, ejecutarla y actuar en la película Corrientes, calle de ensueños, que se estrenaría en 1949. Para eso buscó nuevamente la colaboración de Discépolo, con quien ya había compuesto el histórico «Uno». El resultado fue la creación de otro tango clásico, «Cafetín de Buenos Aires», que aún antes del estreno de la película se volvió un éxito descomunal cantado emblemáticamente por Edmundo Rivero con la orquesta de Troilo, pero que también grabaron Tania/Héctor Stamponi, Pablo Moreno/Hugo Di Carlo, Osvaldo Cordó/Fresedo y Alberto Fontán Luna/Astor Piazzolla.
En septiembre de 1949 finalmente se estrenó la película Corrientes, calle de ensueños dirigida por Román Viñoly Barreto en la que Mores participa como músico y como actor. El papel de Mariano Mores tiene mucho de autobiográfico ya que interpreta a un joven pianista de la orquesta de Francisco Canaro que lucha para que se le permita mostrar sus composiciones. La banda musical incluye grandes momentos de tango sinfónico y registra un hecho artístico inusual en la carrera de Mores, ya que él mismo canta los tangos «Una lágrima tuya» con letra de Homero Manzi poco antes de morir y «Cafetín de Buenos Aires» en el momento musical culminante del film. La crónica del diario El Mundo sobre este filme expresó:

En la música radica el mérito casi exclusivo… Debiluchos toques, más sensibleros que emotivos, con que la mano poco segura del director (…) intenta matizar la acción (…) Pobreza de medios técnicos (…) mediocre labor interpretativa en general” en tanto para Manrupe y Portela es una “sumatoria de tangos y sinsabores a medida que transcurre la acción. Contra lo que podría sugerir el título, un film curiosamente sombrío, a pesar de no estar bien logrado”.

Por su parte el investigador de tango José María Otero comentaba la participación de Mores en la película en estos términos:

Mariano Mores, hizo de galán de cine, en varias comedietas romanticonas. Pero siempre se quejó, y con razón, de su voz finita, casi chillona, que conspiraba contra sus posibilidades artísticas... Hubo una película realizada en 1949, con guion y producción de Luis Saslavsky y dirección de Román Viñoly Barreto, llamada: Corrientes...calle de ensueños, donde da a conocer una aptitud suya poco conocida: la de cantor. En una escena Mariano canta el hermoso tango suyo con letra de Enrique Santos Discépolo: Cafetín de Buenos Aires. Aunque la copia no sea buena, vale la pena escuchar esta interpretación y una correcta entonación, cuando menos, sorprendente.
José María Otero

Ese mismo año de 1949 actúa y también canta en la película La doctora quiere tangos dirigida por Alberto de Zavalía, coprotagonizando el filme con Mirtha Legrand. Allí estrena otro de sus tangos sinfónicos, «Poema en tango» con gran despliegue coreográfico y canta a dúo con Mirtha Legrand, «Oscurito», tema suyo con letra de Roberto Lambertucci.
En 1950 compone «Tu piel de jazmín», otro bello tango escrito con Contursi, que les graban Canaro, Fresedo y Francini-Pontier.
En 1951 compone con Cátulo Castillo la canción «El patio de la morocha», que se transforma en un gran éxito grabado por las orquestas de Troilo, Edgardo Donato y Florindo Sassone. La orquesta de Mariano Mores la grabaría en 1957, cantada por Carlos Acuña, incluyéndola en su primer LP (Vol 3, Odeon LDN 864). Al año siguiente Manuel Romero realizó la película El patio de la morocha tomando el tema como centro del film, cantado por Virginia Luque, acompañada por la orquesta de Manolo Galván, que simultáneamente editaron el disco, quedando desde entonces la cantante identificada con el tema. Dos años después Cátulo Castillo pondría en escena un exitoso sainete con el mismo título y música de Aníbal Troilo, que por supuesto incluía la canción.

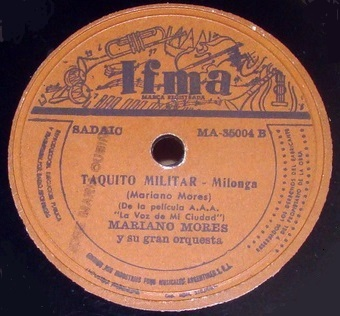
«Taquito militar», milonga emblemática y «tango maldito» de Mariano Mores que representó el proyecto de construir un puente entre la música popular y la música «culta». Fue el primer tema propio grabado por Mariano Mores con su orquesta, para el sello IFMA (Mercurio) en 1952. En el lado A se encontraba «La calesita», compuesta con Cátulo Castillo. Se publicitaba como tema de la película La voz de mi ciudad.

1952 y 1953 fueron años importantes para Mariano Mores, que lo pondrían en el centro de un fuerte conflicto político-cultural sobre las relaciones entre la música popular y la música culta. El peronismo tenía una política de democratización de la cultura que coincidía con la visión de Mariano Mores de romper los tabiques que separaban a la música clásica con la música popular. En ese contexto compuso uno de sus temas más emblemáticos, «Taquito militar», una milonga instrumental compleja de sonoridad muy moderna. El tema fue estrenado en el Teatro Colón, un espacio cultural asociado a la clase alta argentina que hasta ese día había estado reservado exclusivamente para la música culta, desencadenando una apasionada y por momentos violenta controversia pública entre quienes proponían la vinculación de ambas culturas y quienes proponían su separación. El tema además fue elegido por Mores para lanzar su primer disco con orquesta propia, bajo el sello IFMA (Mercurio), con «La calesita» como lado A cantada por su hermano Enrique Lucero. En 1952 aparece también por primera vez en la televisión argentina, cuyas transmisiones se habían iniciado el año anterior, en un concierto realizado con su Orquesta de Cámara de Tango.
Ni bien empezado 1953, el 15 de enero, se estrenó La voz de mi ciudad, una película dirigida y escrita por Tulio Demicheli que reflejaba las tensiones artísticas y sociales de ese momento, en la que Mariano Mores tiene un papel protagónico excluyente, además de ser autor e intérprete de la banda musical del film. El argumento trata de un obrero metalúrgico (Roberto Morán) que toca el bandoneón «de oído» y desea aprender música en un sencillo conservatorio dirigido por un viejo músico frustrado. El director del conservatorio primero lo rechaza («en este conservatorio nunca se ha oído un bandoneón, no tenemos tiempo que perder») pero al oírlo tocar y explicar los sentimientos que le inspiraban sus fraseos, el director cambia de opinión y lo acepta, aunque prohibiéndole tocar música popular, a la que desprecia. Morán se convierte en un gran pianista clásico, pero simultáneamente con sus nuevos conocimientos musicales, compone tangos «a escondidas del viejo». Una de las escenas centrales y mejor logradas de la película es cuando toca informalmente con los demás estudiantes del conservatorio y con los instrumentos clásicos (violines, clarinete, arpa), precisamente la milonga «Taquito militar». Roberto gana una beca para ir a Europa a perfeccionarse como pianista, pero renuncia a la beca para quedarse a componer la música que revele el alma de la ciudad: «Llegará el día que esa gran orquesta que usted dirige ejecutará esta música», le dice Roberto al famoso director de música clásica, el maestro Aquiles Baldi. El conflicto se presenta cuando aparece el dueño de la fábrica, interpretado por Santiago Gómez Cou, un hombre autoritario y admirador de Estados Unidos. Los dos pretenden a la misma joven, la hija de director del conservatorio (Diana Maggi), que está indecisa entre quedarse con el joven músico lleno de sueños que la ama, o con el hombre maduro y rico. En el desenlace del film los roles se invierten y mientras el joven músico alcanza el éxito tanto popular como en el ambiente culto y reivindica a su viejo maestro al expresar «La voz de la ciudad», el empresario se reforma y se vuelve un hombre justo y sensible, ganando así el amor de la joven.
Los cuadros musicales de la película son «Taquito militar», «Muchachita porteña», «El estrellero», «Fandango» y «La voz de mi ciudad». La película tiene gran cantidad de escenas que muestran los procesos de creación musical inspirados en los mecanismos creativos reales de Mariano Mores. El cantante de la orquesta está interpretado por Enrique Lucero, hermano de Mariano Mores. En el filme aparecen, haciendo de ellos, Juan D'Arienzo y Francisco Canaro que, en un episodio inspirado en la vida real de Mores, estrena el primer tango del joven músico y lo lleva al éxito. El historiador del tango Oscar del Priore dice que los temas musicales de la película fueron agrupados para ser lanzados en formato de long play, uno de los primeros de la discografía argentina.
Ese mismo año de 1953 Mores compuso «El firulete» con letra de Rodolfo Taboada. Se trata de otra milonga que aborda el tema de la tensión entre la música nacional y la música internacional («Por más que ronquen los merengues y las congas, siempre es buen tiempo pa' la milonga»). El tema fue grabado ese mismo año para sus primeros simples con el sello Odeon, discográfica para la que grabaría en los años siguientes. En 1964 Julio Sosa haría del tema un éxito internacional.

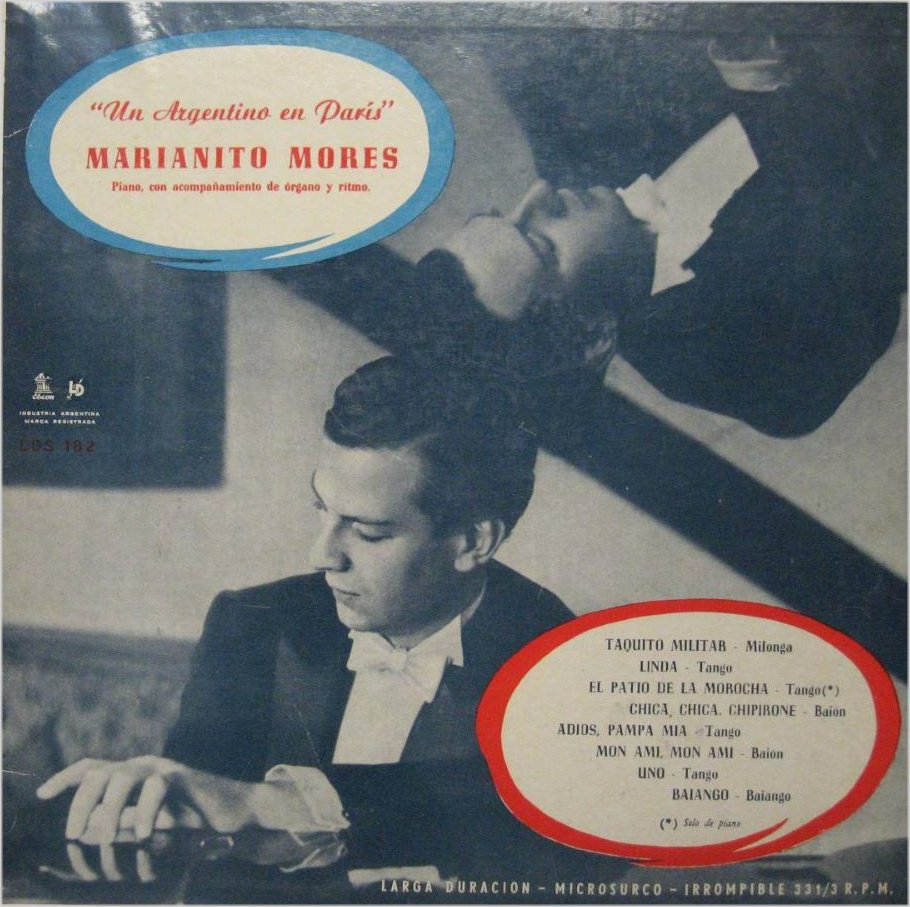
Un argentino en París (1954) fue el primer álbum (diez pulgadas) de Mariano Mores y la última vez que se presentaba como Marianito Mores. Pero pasarían tres años hasta poder editar su segundo álbum.

1954 es un año de gran importancia en la carrera de Mariano Mores porque es el año que lanza su primer álbum, Un argentino en París, bajo el nombre de Marianito Mores (Odeon LDS 182). Se trata de un LP de diez pulgadas, como eran los primeros discos de larga duración, grabado en París, adonde había viajado el año anterior permaneciendo casi un año. Los temas de su primer álbum fueron: «Taquito militar», «Linda», «El patio de la morocha», «Chica, chica, chipirone», «Adiós pampa mía», «Mon ami, mon ami», «Uno» y «Baiango». El disco fue presentado con una extensa carta de elogio de Cátulo Castillo escrita desde París y publicada en la contratapa:

He aquí una dulce y bienvenida conquista, conque la nueva América devuelve su deuda de cultura a la vieja y acaso fatigada Europa. Pero una cultura popular, adentrada en raíces y extraída en jugos de lo más vital y valedero que tiene el pueblo: su emoción, su alegría, su amor... MARIANITO MORES, expresión joven y pujante del arte argentino, y aún americano, renovador del tango, pianista brillante, compositor de éxitos incuestionables, ha llegado a París y quiere estar un poco dentro de él... Bien llegado MARIANITO MORES, a través de este manojo de obras salidas de su cogollo emocional... París, 25 de mayo de 1954.
Cátulo Castillo

El 14 de abril de 1955 dirigió la Orquesta Sinfónica Nacional en el Teatro Cervantes de Buenos Aires, con la presencia del Presidente de la Nación Juan D. Perón.
En septiembre de 1955 el gobierno constitucional del Presidente Juan D. Perón es derrocado por un golpe de Estado que impuso una dictadura militar, que iniciaría una fuerte persecución contra los simpatizantes del peronismo, entre ellos gran cantidad de artistas. Hugo Gambini, un periodista antiperonista, autor de libros de historia y miembro de la Academia Nacional de Periodismo informó en una nota titulada "Los artistas del régimen", publicada durante la dictadura del general Onganía que Mariano Mores, que siempre hizo pública su adhesión al peronismo, firmó junto con otros artistas un documento expresando su gratitud a Raúl Apold, Subsecretario de Informaciones y Prensa durante el gobierno de Perón, "por su brillante, esforzada e incansable labor en pro del arte y de la industria cinematográfica de la Nueva Argentina".

### Luego de 1955: Mariano Mores
Luego de 1955 cambió su nombre artístico. Si hasta allí había sido Marianito Mores, de ahora en adelante sería Mariano Mores. Ese año y los siguientes seguirá grabando: en 1955 «Tanguera» y «Taquito militar», en 1956, «Balada» y «La calesita» En 1955 la orquesta de Francini y Pontier le grabará su bello tema instrumental «Tanguera». En 1957, ya con su nuevo nombre, su segundo LP de diez pulgadas (Mariano Mores Volumen No. 2), con su Orquesta Lírica Popular. En esa época orientó su carrera hacia la producción de espectáculos de tango.
En 1958 lanza su primer LP de doce pulgadas, Mariano Mores Volumen No. 3 (Odeon LDN 864), donde aparece su célebre tema instrumental «Tanguera», considerado como la máxima expresión de sus composiciones sinfónicas, en la misma línea de la versión orquestada de «Gricel» incluida en ese mismo álbum, «La voz de mi ciudad» (1952), «Tango rapsodia» (1957) y «Poema en tango» (1960).
También en 1958 debuta como actor en televisión en la serie humorística M ama a M, coprotagonizada con Mirtha Legrand, por Canal 7; de la serie se realizaron 11 emisiones de media hora cada una, con libreto de Rodolfo Taboada y dirección de Daniel Tinayre. Ese año compuso con letra de J. B. Iturraste y Carlos Petit el tango sinfónico «Luces de mi ciudad», estrenando en el Teatro El Nacional el espectáculo del mismo nombre, en el que se integra el cantor Aldo Campoamor; el tema se haría luego muy popular porque fue usado en el programa de televisión Feliz domingo para la juventud. Luego realiza una gira por Venezuela.
A partir de ese momento y hasta 1972, grabará diez álbumes de estudio. Simultáneamente realiza varias giras al exterior y grandes espectáculos, pero como contrapartida reduce la cantidad de nuevas composiciones.
En 1960 realizó una exitosa gira por México donde se lo llamó el Miguel Ángel del Tango y en la que creó temas y arreglos musicales de fusión del tango con ritmos tropicales y boleros, como el tango bolero «Tan solo un loco amor» (Mores-Darré) que fue el éxito de la gira. Al año siguiente lanzaría el álbum Mariano Mores en México Volumen nº 7.
En 1961 compuso con Taboada el desgarrador tango «Porque la quise tanto»:

Las sombras implacables
jugando con mi angustia
me acosan y preguntan,
preguntan por qué en vano
la espero todavía,
por qué vivo soñando
que alguna vez fue mía... mía...

El tango fue estrenado en septiembre de ese mismo año por Hugo del Carril en la revista Estrellas en el Avenida, dirigida por Cecilio Madanes:

Fue de salida un bombazo, con el doble mérito de haberlo conseguido en una época de vacas flacas para el tango.
José María Otero

El tema también lo graba simultáneamente el Sexteto de Mariano Mores, cantada por el tucumano Miguel Montero y lo volvería a cantar Hugo del Carril tres años después en la película Buenas noches, Buenos Aires.
En 1962 Hugo del Carril y Roberto Taboada diseñan una película sobre el tango «La calesita» que Mariano Mores y Cátulo Castillo habían compuesto en 1953 y le ponen el mismo nombre, estrenándola al año siguiente. La compleja letra de la canción («Llora la calesita de la esquinita sombría y hace sangrar las cosas que fueron rosas un día...») se refiere a un pasado de sangre y termina con una mensaje optimista («Vamos, de nuevo, amiga para que siga con vos bailando...»). La película interpreta esa letra en clave fratricida, ubicándola en la Revolución de 1890 y en la Semana Trágica de 1919 durante el gobierno radical de Hipólito Yrigoyen.
En 1963 Mariano Mores decidió modernizar su orquesta incluyendo guitarra eléctrica, órgano, batería y percusión. Lo denominó Sexteto Rítmico Moderno y su formación inicial fue Mariano Mores (piano), Leopoldo Federico (bandoneón), Ubaldo de Lío (guitarra), Martín Darré (órgano), Aldo Nicolini (contrabajo) y José Corriale (percusión hasta 1972).
En mayo de 1963 participa en la revista Buenos Aires de seda y percal estrenada en el Teatro Coliseo, con Enrique Dumas, Susy Leiva, Néstor Fabián, Mirtha Legrand, el Pato Carret y Niní Marshall, con coreografía de Eber Lobato.

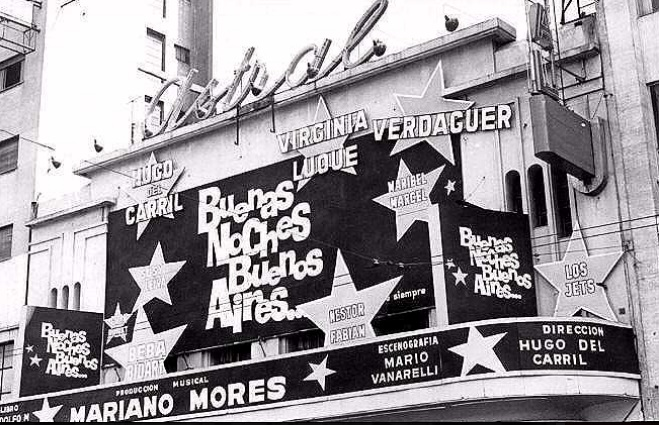
Marquesina del Teatro Astral al estrenarse Buenas noches Buenos Aires en octubre de 1963.

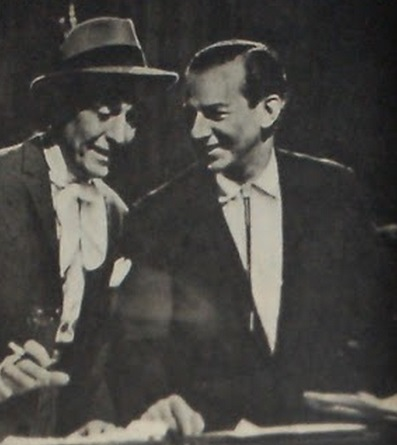
Hugo del Carril y Mariano Mores durante los ensayos de Buenas noches, Buenos Aires. Del Carril sería sancionado por el gobierno de Illía por mostrale la película a Perón. En 1989 Mariano Mores dispondría, a la muerte de Hugo del Carril, que su féretro descanse en su panteón personal, donde se encuentra actualmente.

Cerca del final de ese mismo año de 1963, asociado con Hugo del Carril, produjo un extraordinario espectáculo musical llamado Buenas noches Buenos Aires, que se mantuvo dos años en cartel y que impondría un formato original de revista tanguera, combinando música, canto, baile y humorismo, que dos décadas después retomaría Claudio Segovia en Tango Argentino para transformarlo en un éxito universal.
Buenas noches Buenos Aires fue estrenado el 18 de octubre de 1963 en el Teatro Astral, ubicado en la Avenida Corrientes de Buenos Aires. Estaba integrado por 18 cuadros. El primer cuadro presentaba el espectáculo y en el segundo actuaba el humorista Juan Verdaguer. Luego venía el Sexteto Rítmico Moderno de Mores. En el cuarto cuadro aparecía Beba Bidart bailando «Taquito militar» en una interpretación por la que ya era famosa, secundada por el Ballet de Víctor Ayos. Luego llegaba el turno de presentar a Virginia Luque cantando el tango «Adiós». Seguía Hugo del Carril cantando «Viejo Buenos Aires». El séptimo cuadro se llamaba «Paso a la juventud» y presentaba al grupo beat Los Jets y su éxito «La pecosita», entonces de moda, mostrando una apertura hacia el rock and roll, completamente inusual en el mundo del tango de ese momento. El octavo cuadro estaba dedicado a las nuevas figuras jóvenes del tango, Susy Leiva, Néstor Fabián y Mercedes Ferrero, cantando «Viejo Madrid». En el noveno cuadro Hugo del Carril cantaba «El firulete» y Beba Bidart bailaba con apoyo del Ballet. Después Virginia Luque cantaba «La dama es una cualquiera» con el Ballet. «Llueve», cantado por Néstor Fabián era el cuadro 11.º. El cuadro 12.º era el tema instrumental «Candombe» realizado por el ballet. El éxito de ese año, «Frente al mar» cantado por Susy Leiva, era el cuadro 13.º. El cuadro 14.º estaba dedicado a «El patio de la morocha» interpretado por Hugo del Carril, Virginia Luque, Beba Bidart y el ballet. En el cuadro 15.º volvía a aparecer el cómico Verdaguer haciendo un sketch titulado «Me juego con escalera». Los dos últimos cuadros antes del cierre estaban dedicados exclusivamente a la Gran Orquesta de Mores y al Ballet de Víctor Ayos haciendo «Malambo». El show cerraba con toda la compañía en escena haciendo «Buenas noches, Buenos Aires».
El espectáculo combinaba figuras y temas musicales que habían sido grandes éxitos en la década de 1950 con figuras y temas nuevos, incluyendo las nuevas tendencias juveniles hacia el rock and roll cantado en español. Entre los cantantes de tango jóvenes se destacaban Néstor Fabián y Susy Leiva, esta última una cantante bellísima que había sido elegida Reina del Trabajo en 1954. Con Mores realiza una emotiva interpretación de «Frente al mar», otra notable canción escrita con Taboada, que se convirtió en el hit de la obra. Tres años después Susy Leiva fallecería trágicamente en un accidente de autos malogrando una carrera que la perfilaba como una de las cantantes como brillantes de la historia del tango.
El éxito del espectáculo lo llevó varios meses a la televisión, en un formato ampliado, que incluía también a Antonio Prieto, con el nombre de Jueves de CAP, recibiendo el Premio Martín Fierro al mejor show musical televisivo del año. Simultáneamente Mores y Antonio Prieto sacaron un álbum EP, con la Orquesta Lírica Popular, en el que el cantante chileno interpreta «Frente al mar» con otros tres temas.

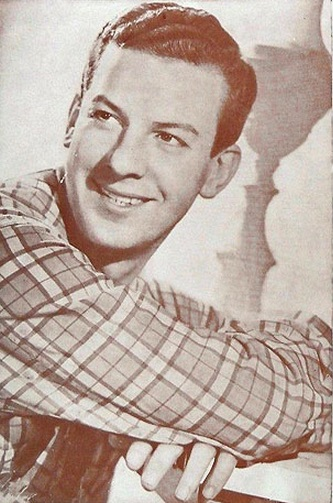
Mariano Mores en 1968. Foto de Annemarie Heinrich.

En 1964, cuando el espectáculo teatral aún seguía en escena, Buenas noches, Buenos Aires sería llevado al cine bajo la dirección de Hugo del Carril, convirtiéndose en la primera película musical en colores de la historia del cine argentino. La versión fílmica incluyó también cuadros de música y ballet folklórico y amplió el elenco con figuras muy populares como Aníbal Troilo, Julio Sosa, Roberto Grela, Tito Lusiardo, Ramona Galarza, Los Hermanos Ábalos y Los Cantores de Quilla Huasi, Los Cantores de Salavina, Jorge Sobral, Ubaldo Martínez, Enzo Viena, Argentinita Vélez, Ámbar La Fox, a la vez que para representar a la «nueva ola» convocó a Palito Ortega, Violeta Rivas, Pedrito Rico, Los 5 Latinos y Antonio Prieto. El argumento lo hizo Rodolfo Taboada, con quien Mores había compuesto «El firulete», «Porque la quise tanto» y «Frente al mar», y con quien compuso todos las canciones nuevas de la película.
Los cuadros estaban vinculados a través de dibujos animados realizados por Producciones Story. Algunos cuadros, como el de «El firulete», muestran a Hugo del Carril y Beba Bidart enfrentando la internacionalización musical que había invadido el país en la última década, con una significación que iba más allá de la música: «¿Quién fue el raro bicho que te ha dicho, che pebete, que pasó el tiempo del firulete?» El cuadro de El patio de la morocha también tiene una carga metafórica; comienza con Hugo del Carril y Tito Lusiardo dolidos por «la ausencia de la Morocha», mientras la película vuelve al pasado, al conventillo en el que la Morocha (Virginia Luque) termina siendo asesinada en un duelo entre guapos. El cuadro de Palito Ortega lo muestra cantando «Todo es amor» sobre el brazo de un moderno tocadiscos Wincofón. Los 5 Latinos cantan «El choclo». Otro cuadro simbólico es «Ahora te llaman Lulú» (milonga de Mores y Taboada), en el que Hugo del Carril es Juan («Yo me llamo Juan, son muchas las que me quieren por una que no me quiso»), quien se reencuentra con su viejo amor juvenil, una chica que se hace llamar Lulú y se hace pasar por francesa para seducir a los «pitucos», pero en realidad sigue siendo la misma («Pero atrás de esta careta, llora a veces la pebeta que te dio sus veinte abriles; y si no me hacés a un lado, que me quiten lo bailado, pero vuelvo al viejo amor»).
Pablo José Hernández hace la siguiente referencia sobre la película:

La forma como la recibió el público complementaba el éxito que había tenido la pieza al ser presentada, anteriormente, en el teatro. Las figuras argentinas y el público estaban revirtiendo en su encuentro, además, la negra realidad que siguió al golpe de Estado de 1955.
Pablo José Hernández

El elenco se vería envuelto en un episodio de persecución política cuando el gobierno del Presidente Arturo Illía sancionó ese mismo año a Hugo Del Carril por haberle exhibido el filme al expresidente Juan D. Perón, que se hallaba exiliado en España.
En agosto de 1966, siguiendo el formato de Buenas noches Buenos Aires, produjo el primer megashow realizado en Argentina, denominado Buenos Aires canta al mundo, estrenada en el Teatro Presidente Alvear. La obra estaba escrita por él, junto a Cacho Carcavallo y Martín Darré, con guiones humorísticos realizados por los hermanos Gerardo y Hugo Sofovich, y diez cuadros musicales, recreando distintas partes del mundo y los estilos musicales de estas, como París, el lejano oeste estadounidense, Chicago, Japón, etc. El elenco musical estaba dirigido por el propio Mores e integrado por su hijo Nito Mores en una de sus primeras presentaciones, Eddie Pequenino, Lorenzo Alessandría, Los Arribeños, Daniel Cicaré, Oscar Ferro, Dayna Fridman, Osvaldo Guerrero, Alberto Irízar, Mario Jordán, Noemí Kazán, Los Macke Mac's, Ubaldo Martínez, Javier Portales, Violeta Rivas, Alba Solís, los bailarines Mayoral y María Elena, José Luis Paz y Víctor Valli.
Ese mismo año puso en escena la obra Buenos Aires en primavera, junto con Adolfo Stray, Gogó Andreu y Roberto García Gómez.

### La familia Mores

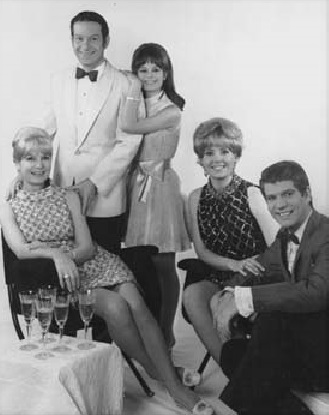
La familia Mores en 1968: de izquierda a derecha: Myrna Mores, Mariano Mores, Silvia Mores, Claudia Mores, Nito Mores.

Con el debut artístico de su hijo Nito Mores en 1964, las actuaciones de Mariano empezaron a orientarse a integrar a su familia.

Mi padre no deseaba que cantara, tampoco quería que me dedicara a la música popular. Hasta que un buen día comenzó a tomar con agrado mi vocación y en 1966 decidió incluirme en su orquesta para realizar giras por el interior cuando allí estaban nada menos que Susy Leiva y Hugo Marcel…
Nito Mores

Con los años se integraría también su nuera Claudia Mores y su hija Silvia. Más adelante aún se integrarán también su nieto Gabriel Mores. La propia Myrna se mantendría activa en esas presentaciones aún sin estar en el escenario, aunque esporádicamente actuara.

A papá nunca le gustó hablar de clan, el prefiere decir familia. La familia siempre fue su pilar, su forma de expresarse, creo que papá ha conducido todo para que desde el escenario llevemos también un mensaje a la gente sobre la importancia de la familia. Sin querer todos nos fuimos orientando para trabajar al lado de papá, a pesar de que teníamos nuestro espacio bien ganado. Ya cuando vivía mi hermano Nito con mi cuñada participábamos, hoy él no está pero es como si estuviera.
Silvia Mores

En 1968 Canal 9 le ofreció a Mariano Mores realizar un programa musical llamado La Familia Mores, en el que estuviera presente todo el grupo de artistas de la familia: él mismo, su esposa Myrna Mores, sus hijos Nito y Silvia, su nuera Claudia y su hermano Enrique Lucero:

No sé si fue casualidad o si el destino marcó esta fecha, pero en agosto de 1967, hace cuarenta años, nosotros debutamos en Canal 9 con La familia Mores. En aquellos años Alejandro (Romay) fue el ideólogo de un programa de televisión similar a los actuales realities, porque irrumpimos en la pantalla y nos mostramos como una auténtica familia apasionada por el tango y la música. Salíamos al aire los martes a las 20:30, y competíamos con La familia Falcón, de Canal 13, pero nuestro ciclo alcanzó picos históricos de rating. Silvita aún era una adolescente, iba al colegio y grababa con su uniforme. Disfrutamos mucho porque el tiempo ha pasado y hoy me encuentro nuevamente con Alejandro -a quien considero como mi familia-, haciendo un espectáculo en su teatro.
Mariano Mores

Silvia Mores también recuerda el programa en un reportaje posterior:

Comenzó por casualidad, un día que vino Alejandro Romay a cenar a casa y tuvo la idea de hacer un programa protagonizado por La familia Mores real, en lugar de construir una familia de ficción. Mamá había sido cantante, mi hermano Nito ya había debutado profesionalmente y ya estaba de novio con Claudia, que también cantaba. Y a mí me preguntaron si me animaba. Yo era una gordita un poco introvertida, de salir poco, que ya estaba de novia con el que es mi marido. Todavía me acuerdo del bochorno que sufrí cuando Romay me llamó a su oficina para decirme: Mirá, tendrías que adelgazar un poco. Pero me animé y me fue muy bien. Me cambió la vida: durante varios años hice canciones modernas, tipo Francis Smith, y a raíz de un contrato de mi viejo en México, por el que viajó toda la familia, me largué a cantar tangos.
Silvia Mores

La serie fue dirigida por David Stivel y tuvo libretos de Abel Santa Cruz. En un reportaje realizado varias décadas después, Mariano Mores afirmaba que La Familia Mores había alcanzado  “picos históricos de rating”; Hugo Gregorutti lo incluyó en una lista de "programas de alto rating" e informó que el casamiento de Nito y Claudia Mores alcanzó 60 puntos de índice de audiencia; el libro Mariano Mores escrito por Jorge Götting, Irene Amuchástegui y Oscar del Priore, informa que la serie tuvo "un gran suceso"; Tuqui Rodríguez considera que el programa fue un éxito. En sentido contrario, Jorge Nielsen sostiene que el programa "no tuvo buen rating ni buenas críticas".
La influencia de La Familia Mores en televisión llevó a que los espectáculos de Mariano Mores tomaran un aire familiar que los caracterizarían desde entonces. Las giras internacionales se multiplicaron, principalmente a Japón y América Latina. Todos los años viajaban al Caribe, visitando Puerto Rico, México y República Dominicana, entre otros países. Los elencos de estas giras no se limitaban a su orquesta o sexteto y sus cantores, sino que incluían diversos ballets de tango y folklore, dirigidos a partir de los años '60 por el coreógrafo Víctor Ayos, luego de que en los años '50 fuera el Ballet Soler-Evans.
Por esta época su orquesta estaba integrada por músicos como Roberto Pansera en teclados, Juan Carlos Zunnini (1981-1989) en el piano, Aldo Nicolini, Osvaldo Montes en bandoneón (nueve años con Mores), Ramón Eusebio Barrionuevo en la guitarra, y las voces de Nito y Claudia Mores. Hasta 1972 la percusión estuvo a cargo de José Pepe Corriale y desde esa fecha a cargo de Ignacio Pucho Riccio.
En lo que se refiere a su producción discográfica, Mores reduciría mucho las grabaciones a partir de 1969, dejando el sello Odeon. En 1972 grabó un disco EP de cuatro temas en México, en 1977 el LP Enteramente Argentina para el sello Microfón y habría luego que esperar hasta 1986 para producir el álbum OK Mr. Tango.
En 1972 dio una serie de conciertos en el Lincoln Center de Nueva York, con la cantante Ruth Durante y Raúl Lavié. Años después Mores recordaría:

El concertino de la orquesta con que toqué en el Lincoln Center dijo que «si Chopin viviera, haría el tango como Mariano Mores»
Mariano Mores

En 1973 su hija Silvia deja el elenco para dedicarse a sus hijos y su familia. En 1975 realiza el espectáculo Yo canto a mi Argentina con el poeta lunfardo Héctor Gagliardi, el actor Tito Lusiardo, Nito y Claudia. 
En 1978 el clan familiar realiza una gira por varios países latinoamericanos y Estados Unidos.

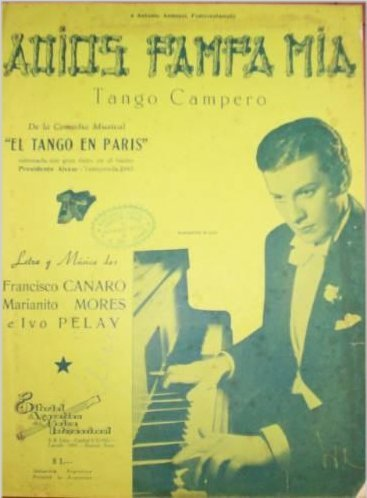
«Adiós pampa mía», escrita con Canaro e Ivo Pelay en 1945, también es uno de los tangos más difundidos de la historia, junto con «Uno».

En 1981 actúa junto a su hijo y su nuera en la película Sucedió en el fantástico Circo Tihany de Enrique Carreras, donde Claudia y Nito cantan a dúo «Adiós pampa mía», con acompañamiento de su orquesta.
En 1983 Claudio Segovia crea su famoso espectáculo Tango Argentino donde incluye tres tangos de Mores, que en la premiada versión de Broadway (1985) tuvo la siguiente ejecución: Taquito Militar bailado por Juan Carlos Copes, María Nieves, Nélida y Nelson y Los Dinzel; «Uno», cantado por Alba Solís; y «Tanguera» interpretado por la orquesta de Osvaldo Berlingieri. También en 1983 Gabriel Mores, hijo de Nito y Claudia, decide dedicarse a la música.
A fines de ese año Nito fue dignosticado de gravedad a raíz de padecer cáncer y Mariano Mores debió suspender la gira que estaba realizando por Japón. El 1 de mayo de 1984 muere su hijo, con apenas 39 años. El hecho es una tragedia para Mariano, de la que nunca se repondrá del todo. En cada espectáculo recordará a su hijo. Años después transmitiría así el sentimiento por esa pérdida:

Siempre está conmigo. Cuando salgo al escenario, lo primero que tengo es la mano de Nito sobre el piano. Lo tengo al lado... Me quedo un instante obnubilado, sin pensar en nada. Hago un silencio, pongo las manos sobre el piano y cuando el sonido llega a mí empiezo a macerar mi inquietud espiritual que me lleva a momentos muy hermosos que compartí en vida con Nito. El hecho de que se haya ido a las alturas y que está con el Señor me dio la certeza de que fue por algo valedero. Por algo aconteció. Mi señora me contó que tres días antes de morir, Nito le había dicho que Jesús había estado sentado sobre su cama. Y él estaba contento, con lágrimas en los ojos. Y se lo llevó. Por eso estoy seguro de que está con el Señor, porque nos envía su fuerza a todos. Nunca nos faltó Nito en la familia. Nos dejó el amor.
Mariano Mores

En 1985 diseña el espectáculo Todo tango y recorre Italia, Holanda, Alemania, Israel, Japón, Estados Unidos y la mayoría de los países hispanoamericanos. En esa gira participa el reconocido bailarín Luis Pereyra, quien después siempre mantiene obras musicales de Mariano Mores en sus propios espectáculos como VIDA, El Sonido de mi Tierra, etc. Ese mismo año, dos de los máximos exponentes del rock argentino, Luis Alberto Spinetta y Fito Páez realizan una versión memorable del tango «Gricel» de Mores y Contursi, nombrándolo con ese, «Grisel» y lo incluyen en su álbum conjunto de ese año La la la, considerado por la Revista Rolling Stone como el álbum #61 entre los 100 mejores de la historia del rock argentino.
En 1986 graba el LP Ok Míster Tango con la cantante estadounidense de origen latino Vikki Carr para el sello CBS y realiza una gira por Estados Unidos con ese espectáculo.
En 1989, al morir Hugo del Carril, uno de los artistas peronistas que más sufrió la persecución ideológica a lo largo de su vida, ofreció su propio panteón familiar para enterrar al intérprete de la «Marcha peronista». Ese mismo año participa del espectáculo Los creadores ideado por el productor José Lata Liste que reunió en el Teatro Nuevo Apolo a Mores, con el compositor y pianista folklórico Ariel Ramírez y el bandoneonista Julián Plaza.

### Después de 1990

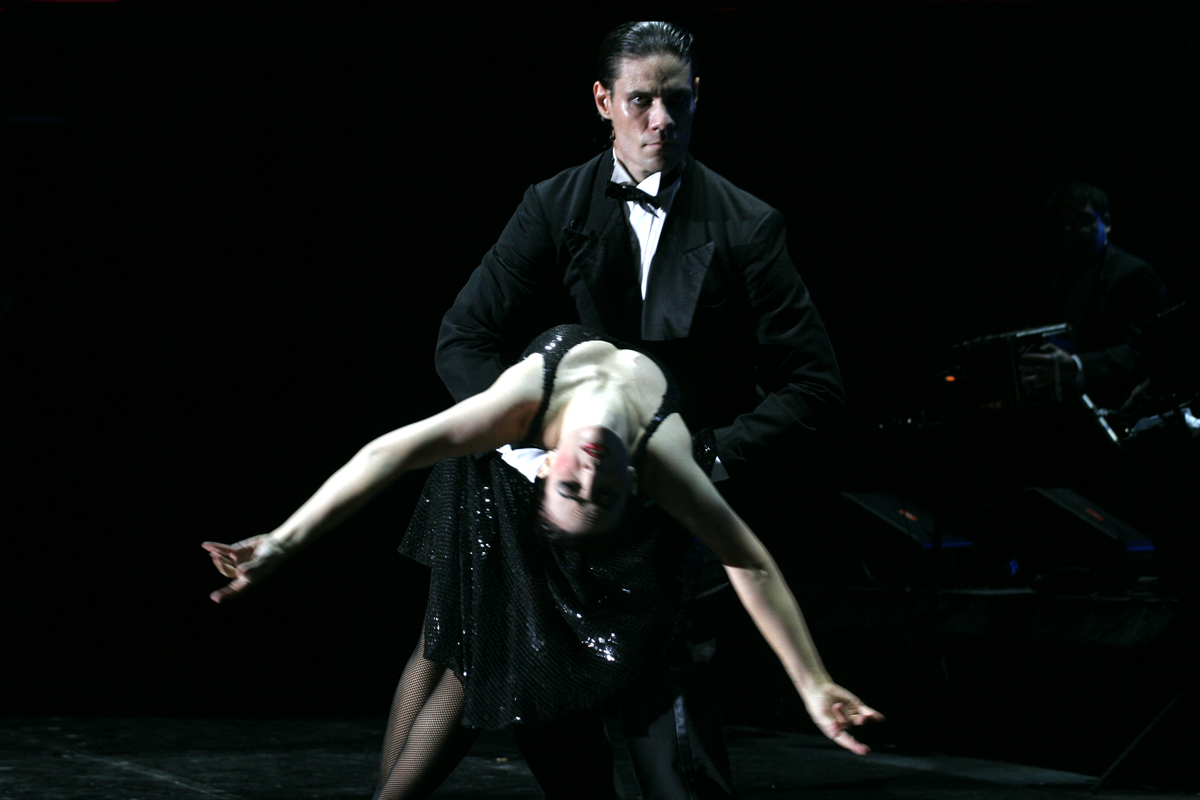
En 1983 Claudio Segovia creó el mundialmente célebre espectáculo Tango Argentino, incluyendo dos temas de Mariano Mores. En la foto César Coelho y Guillermina Quiroga bailan «Tanguera» en la versión de 2011 al pie del Obelisco del Buenos Aires.

En 1990 dirigió la Orquesta Sinfónica Nacional en el Teatro Colón y el 1 de diciembre celebró sus Bodas de oro con la música ciudadana con su primer recital en el Luna Park. Mores había tocado en el Luna Park en los carnavales de la década de 1940 cuando era pianista de la orquesta de Canaro, pero desde que se independizó en 1948 nunca había vuelto al Luna Park.
En 1992 emprende una gira por Japón donde realiza 42 conciertos, siendo una de sus cantantes María José Mentana. En 1994 realizó una presentación en vivo en el Teatro Ópera de Buenos Aires que daría lugar al lanzamiento ese mismo año del álbum Grandes éxitos en vivo Teatro Ópera (Leader Music). Entre los hechos destacados de ese recital se encuentra haber cantado a dúo su tango «Cristal», con la máxima cantante folklórica argentina Mercedes Sosa.
En noviembre de 1996 Julio Iglesias, el cantantes en español de mayor difusión discográfica en el mundo, lanzó su álbum Tango con los doce tangos más difundidos de la historia. Entre ellos incluyó dos tangos de Mores: «Uno» y «Adiós pampa mía». El álbum se colocó primero en las listas Billboard de álbumes latinos y fue nominado al Premio Grammy como mejor álbum latino, ganando además el World Music Award de 1996.
En abril de 1997 su hija Silvia volvió a reintegrarse al elenco artístico permanente de su padre.

Fue muy emocionante estar de nuevo a su lado. Papá se había arriesgado de nuevo. Él es muy positivo, y yo, al contrario, completamente miedosa: me muero de pánico cada vez que él se juega en algo. Precisamente por eso decidí que voy a volver a cantar con él: para sufrir tanto en la platea, más vale sufrir arriba.
Silvia Mores, 1997

El 24 de junio de 1997 el espectáculo de Mariano Mores fue el número central en la celebración del Centenario del Tango realizada en el Royal Festival Hall de Londres, organizado por la Latin American and Caribbean Cultural Society. Diez años después J. R. Monroy, presidente de la LACCS decía en una entrevista:

Aún recordamos la celebración de los 100 años del tango con la orquesta de Marianito Mores y su estreno en el Royal Festival Hall en 1997, con más de 100 músicos, bailarines y coro, un gran espectáculo musical y cultural que aún se recuerda.
J.R. Monroy

También en 1997 Luis Miguel incluyó el tango «Uno» en su álbum Romances. En 1998 la pareja rusa de danza sobre hielo ganó la medalla de oro en los Juegos Olímpicos de Nagano, bailando el tango «Tanguera» de Mariano Mores, con coreografía diseñada por la bailarina y coreógrafa argentina Guillermina Quiroga y Roberto Reis.
En 1999 compuso la música del tema «Jugar con fuego», con letra del roquero Andrés Calamaro, que luego ejecutaron y cantaron a dúo para ser incluido en el histórico álbum doble Honestidad brutal, de este último. La canción fue recibida por los seguidores de Calamaro «como si fuera un éxito pop o rock».
El 14 de octubre de 2000 celebró sus 70 años con la música con un recital en Obras titulado 70 años de tango, que presentó en varias ciudades argentinas y del exterior:

Esta vez habrá un audiovisual y momentos musicales simbólicos, para homenajear a gente que ya no está. Comenzando por mi maestro Francisco Canaro y continuando con Fresedo, Lomuto, Troilo y Pugliese, entre tantos otros. Hoy me da una pena tremenda haberme quedado casi solo, como huérfano de toda esa gente. Pero sigo poniendo vigor, porque el tango lo exige.
Mariano Mores

Ese mismo año, con motivo de la finalización del siglo XX, la Legislatura de la Ciudad de Buenos Aires organizó una encuesta popular denominada Tango, los mejores del Siglo XX, en la que Mariano Mores resultó elegido como «Mejor compositor de tango del siglo» y su tema «Taquito militar» resultó elegido como «mejor milonga del siglo».

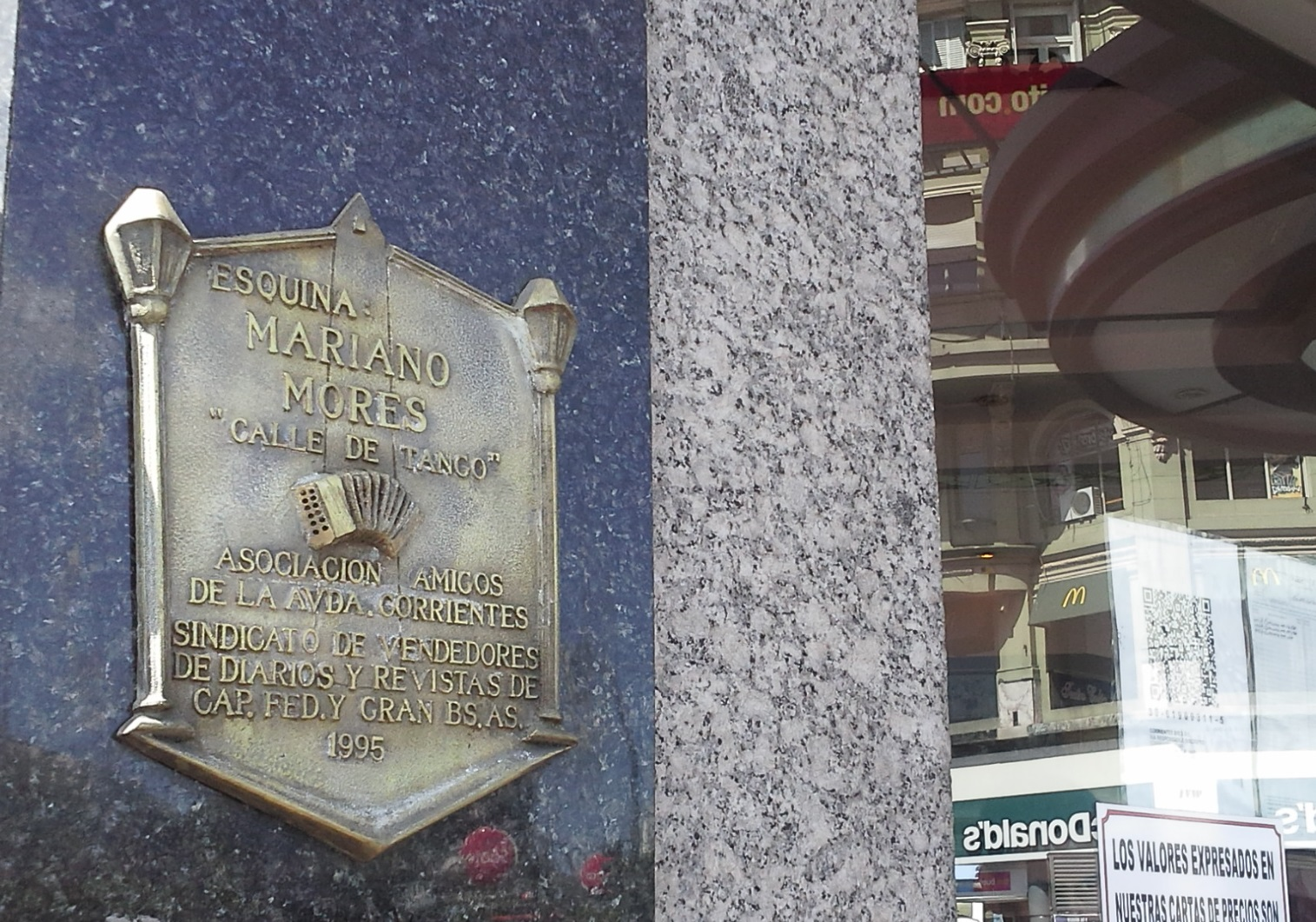
Esquina Mariano Mores en Buenos Aires (Carlos Pellegrini y Corrientes, a 50 metros de lugar donde se encontraba el bar donde tocó el piano por primera vez).

En 2001 la película Moulin Rouge! dirigida por Baz Luhrmann incluyó una escena que se volvió emblemática llamada «El tango de Roxanne» que fusiona la música de las canciones «Roxanne» de Sting y «Tanguera» de Mariano Mores, aunque en los créditos de la película equivocan el nombre del tango y lo llaman «Le tango du Moulin Rouge».
En una entrevista realizada en ese momento en Mendoza explicó por qué seguía actuando y realizando giras a pesar de que ya hacía varios años que no lo necesitaba económicamente:

Por ahí, muchos me preguntan ¿Cuándo te jubilás, Mariano? y hablarme a mí de jubilación es como si fuese algo que no me pertenece. Me gusta estar en esto. Está bien, soy un adulto mayor y ya podría largar, pero el público me dio todo esto. Eso provoca en mí mucha esperanza, espiritual sobre todo. Yo trato de devolver todo lo que me ha dado el pueblo y creo que me falta mucho para terminar de pagarlo.
Mariano Mores

En 2003 realiza dos conciertos en el Teatro Gran Rex (Una vida con el tango), uno de los más grandes de Buenos Aires con más de 3200 butacas, convirtiéndose en el único tanguero capaz de alcanzar ese número de presentaciones.
En 2005 y 2006 participó participar del histórico proyecto Café de los maestros de Miguel Kohan y Gustavo Santaolalla para grabar y filmar a los grandes maestros de la música popular. El proyecto registró a los y las célebres artistas en la intimidad y los ensayos, finalizando con un recital en el Teatro Colón realizado el 24 de agosto de 2006, y produjo el álbum Café de los Maestros Vol. 1 y 2 (2005) producido por Gustavo Santaolalla y en el que registró las regrabaciones de «Uno», «Tanguera» y «Taquito militar» y la película documental Café de los maestros (2008) dirigido por Miguel Kohan.
El 9 de septiembre de 2005 por primera vez actuó toda la familia en el Teatro Ópera de Buenos Aires. Myrna cantó «Cuartito azul» y su nieto Gabriel cantó a dos voces con su padre fallecido, a través de un video.
En 2007 se presentó en el Teatro El Nacional con el espectáculo El maestro del tango.
En 5 y 6 de julio de 2008, al cumplir 90 años, realizó dos recitales en el Luna Park llamados 90 años no es nada. El show puso en escena más de cincuenta artistas, una orquesta de cuarenta músicos, un ballet y figuras invitadas. Actuaron su hija Silvia, su nieto Gabriel y Hernán Cortez. Además utilizó videos históricos para recorrer su pasado artístico, a su hijo Nito y para tocar junto a Gardel, uno de sus sueños. El momento culminante fue cuando su nieto Gabriel Mores estrenó el bellísimo vals «Más allá de la vida», un tema que compuso utilizando como estribillo una melodía que tocaba su padre Nito Mores, cuando era pequeño y que él reconstruyó de memoria 20 años después. El tema, ejecutado como un homenaje del nieto a su abuelo y a su padre, fue subido por el propio Gabriel Mores a YouTube, donde puede percibirse la alta significación emotiva del momento:

Es difícil de expresar con palabras, siempre soñé estrenarlo como sucedió esa noche, simplemente le doy gracias a la vida el haber podido realizar este sueño, que sin duda es el de mi padre, abuelo y mio, fue muy emocionante. un fuerte abrazo.
Gabriel Mores, YouTube, 2008

Ese mismo año lanzó un álbum doble titulado 90 años y más..., con 44 grabaciones inéditas, entre ellas de temas propios nunca estrenados como «Al gran pueblo argentino salud». Ha sido considerado como el mejor álbum de Mariano Mores.
En 2009 la Orquesta Filarmónica de Berlín con dirección de Daniel Barenboim incluye en su repertorio «El firulete», con arreglos de José Carli.
En 2010 la Asociación de Cronistas Cinematográficos de la Argentina le entregó el Premio Cóndor de Plata a la trayectoria, la máxima distinción para el cine en la República Argentina.
En 2011/2012 comienza su gira de despedida:

Vi los afiches en la calle y casi se me pianta un lagrimón: a los 93 años, Mariano Mores se retira de los escenarios. Ya no más presentaciones públicas. Tuve el inmenso placer de entrevistarlo hace muchos años (ya se los conté en este mismo espacio, abajo linkeo la nota) de modo que no pienso perderme los dos últimos conciertos que el maestro dará el 13 y 15 de mayo en el Teatro Gran Rex.
Marina Gambier

El 21 de febrero de 2012, tres días después de cumplir 94 años, Mariano Mores traspasó simbólicamente su batuta a su nieto, Gabriel Mores, en el recital de despedida realizado en el teatro Auditórium Mar del Plata, una de las ciudades preferidas del autor de «Frente al mar». La crónica del diario La Capital de Mar del Plata dice:

Emocionado, siempre sonriente, el gran Mariano Mores le entregó anoche, en la sala Astor Piazzolla del teatro Auditorium, la batuta de su orquesta a su nieto Gabriel Mores, hijo del recordado Nito. La despedida fue al finalizar el espectáculo de tango que brindó ayer el maestro, un clásico de todos los veranos en Mar del Plata y que ya mostró en otras ciudades de la provincia de Buenos Aires, dentro de una exitosa gira... A sus 94 años recién cumplidos, Mariano Mores cerró así su etapa musical, en la que se desempeñó como pianista, compositor y director de orquesta. Su carrera estuvo siempre signada por el cariño del público y el respeto de sus colegas, que supieron rescatar de él la vigencia que sostuvo a lo largo de más de seis décadas.

El 22 de febrero de 2012, realiza un Concierto en la Ciudad de Mar del Plata, en la sala Astor Piazzolla del Teatro Auditorium. con su Sexteto, que estaba integrado por : 
Cacho Gianini en Bandoneón, Juan Agustín Scaffino en Violín, Ado Falasca y Gabriel Mores en Teclados, Jorge Orlando en Batería y Eduardo Lettera en Contrabajo,  

En Mar del Plata 22/02/2012 con su Contrabajista Eduardo Lettera, ensayando minutos antes del Show

En Mar del Plata 22/02/2012 con Eduardo Lettera en Contrabajo y Juan Scaffino en Violín, durante el Show

Pese a la despedida formal, el domingo 10 de febrero de 2013 volvió a dirigir, cerrando la IV Fiesta Nacional del Tango en Junín, al frente de su orquesta.
El 15 de marzo de 2014 murió su esposa Myrna. Mariano publicó el siguiente mensaje de despedida:

Para el amor de toda mi vida: Siempre estarás en mi memoria. Tu esposo Mariano

vida y la obra de Mariano Mores, que dio lugar a fuertes polémicas sobre el lugar de la música popular, y el tango en particular, en la cultura argentina.

## Cantantes
Mores tiene más de 300 grabaciones en su haber. Su primer cantor fue su hermano Enrique Martínez, con el seudónimo de Enrique Lucero. Por su orquesta desfilaron muchos vocalistas, entre ellos:
- Enrique Lucero, su hermano
- el uruguayo Mario Ponce de León
- Carlos Acuña
- Aldo Campoamor
- Carlos Acuña
- Libertad Lamarque, Susy Leiva, Virginia Luque y Tita Merello (en «Buenas noches Buenos Aires»).
- Antonio Prieto
- Miguel Montero
- Hugo Marcel
- Susy Leiva
- Alberto Marcó
- Néstor Fabián
- Nito Mores, su hijo (fallecido en 1984).
- Claudia Mores, su nuera
- Silvia Mores, su hija
- Gabriel Mores, su nieto
- Ariel Mores, su sobrino
- Daniel Cortés, a quien le cambió el nombre al ingresar a su orquesta, antes era Daniel Cufós
- Eduardo Aguiló, quien fue parte de su orquesta en 1983

## Discografía
La discografía de Mariano Mores tiene tres etapas marcadas:
1. Una grabación temprana de tres temas japoneses versionados como tangos para el sello Columbia, en 1938, como Orquesta Típica Marianito Mores;
2. Entre 1939 y 1952, varios de sus tangos son grabados por diversas orquestas; en los casos de la Orquesta de Francisco Canaro, él además era uno de los intérpretes;
3. A partir de 1952, comienza a grabar discos y álbumes con orquesta propia.

### Las grabaciones propias de 1938
- 1938: «Sueño angelical»/ «Recuerdos»/ «Mi geisha está triste», como Orquesta Típica Marianito Mores. Columbia. Columbia (2144) JX 262, 1938[105]

### Grabaciones entre 1939 y 1951
Varias orquestas grabaron tangos de Mariano Mores antes de que él formara su propia orquesta: Entre esos éxitos se destacan:
- 1939: «Cuartito azul», por Ignacio Corsini acompañado de las guitarras de Pagés, Pesoa y Maciel.[14]
  - «Cuartito azul», por la Orquesta de Francisco Canaro (Odeón, 14/09/1939).[14]
  - «Cuartito azul», por la Orquesta de Osvaldo Fresedo, cantado por Enrique Ruiz (13/10/1939, RCA Víctor).[14]
- 1941: «En esta tarde gris» (Mores/Contursi). Grabado ese año por las orquestas de Canaro, Mario Murano (canta Libertad Lamarque) y Aníbal Troilo (canta Fiorentino).
  - «En esta tarde gris» (Mores/Contursi). Grabado por Bobby Capó.
- 1942: «Gricel» (Mores/Contursi). Grabado la Orquesta de Canaro (canta Adrián), Libertad Lamarque y Troilo/Fiorentino.
- 1943: «Uno» (Mores/Discépolo).
  - «Cada vez que me recuerdes» (Mores/Contursi). Grabado por Canaro/Adrián, Libertad Lamarque y Troilo/Fiorentino.
- 1944: «Cristal» (Mores/Contursi). Grabado las orquestas de Canaro/Roldán, Troilo/Marino y Fresedo/Serpa.
  - «Copas, amigos y besos» (Mores/Cadícamo). La graban Troilo/Marino y Roberto Biagi/Ortiz.
- 1945: «Copas, amigos y besos» (Mores/Cadícamo). La graba Alberto Castillo.
  - «Adiós pampa mía» (Mores/Canaro/Peley).
- 1946: «Sin palabras» (Mores/Discépolo). Grabado por Canaro/Arenas, Troilo/Marino, Donato/Donato, Biagi/Biagi, Francini-Pontier/Podestá y Pugliese/Morán.
- 1947: «En esta tarde gris» (Mores/Contursi). Grabado por L'orchestre Argentin de Manuel Pizarro en París.
  - «Déjame no quiero verte más» (Mores/Canaro/Pelay), por Francini-Pontier.
- 1949: «Una lágrima tuya» (Mores/Manzi), por Troilo/Rivero-Calderón.
- 1951: «El patio de la morocha» (Mores/Castillo), por Troilo/J.Casal.

### Simples 1952/1957
- 1952: «La calesita»/ «Taquito militar», Simple 78 rpm. IFMA 35004 (Sello Mercurio).[107][108]
  - «Muchachita porteña»/ «Fandango candombe», Simple, IFMA 35016 (Sello Mercurio).
- 1953: «La calesita»/ «Balada». Simple 78 rpm. Odeón 843.[107]
- 1953: «Cafetín de Buenos Aires»/ «Cuartito azul». Simple 78 rpm. Odeón 846.[107]
- 1953: «El firulete»/ «Yo tengo un pecado nuevo». Simple 78 rpm. Odeón 848.[107]
- 1955: «Tanguera»/ «Taquito militar». Con la Gran Orquesta.Emi-Odeón.[52]
- 1956: «Balada»/ «La calesita». Con la Gran Orquesta.Emi-Odeón.[52]
- 1957: «Sin palabras»/ «La calesita». Con la Gran Orquesta.Emi-Odeón.[52]

### Álbumes
- Un Argentino En París (1954), como Marianito Mores, EP Odeon.[109]
- Mariano Mores Volumen No. 2 (1957). EP-10' Odeon.[110]
- Mariano Mores Volumen No. 3 (1958). LP Odeon.[111]
- Mariano Mores Volumen No. 4 (Tangocolor) (1958). LP Odeon.[112]
- Piano by Mores (1958), Capitol, EE. UU.[113]
- Mariano Mores y su Gran Orquesta Lírica Popular, Volumen No. 5 (1959), LP Odeon[114]
- Poema en tango. Mariano Mores y su Gran Orquesta Lírica Popular, Volumen No. 6 (1960). Odeon LDM 875.[115]
- Mariano Mores en México, Volumen No. 7 (1961), LP Odeon.[116]
- Mariano Mores y Su Sexteto Rítmico Moderno Vol 8 (1963), LP Odeón.[117]
- Mariano Mores y su gran orquesta Lírica popular vol.15 (1963), EP Odeon.[118]
- Mariano Mores y Antonio Prieto con Orquesta Lírica Popular Volumen 16 (1963), EP Odeon.[119]
- Mariano Mores y su Gran Orquesta Lírica Popular Volumen 17 (1963), EP Odeon.[120]
- Mariano Mores y su Gran Orquesta Lírica Popular, Volumen No. 9 (1964), LP Odeon[121]
- Melodías en la noche con Mariano Mores Y Su Sexteto Romántico, Volumen Nº 10 (1964). LP Odeon.[122]
- Frente al mar (1967). LP Odeon-Galería.[123]
- Mariano Mores en el mundo (1969). LP Odeon.[124]
- Mariano Mores y su Sexteto (1972), EP EMI, Argentina.[125]
- Mariano Mores y su Sexteto (1972), EP EMI, México.[126]
- Enteramente Argentina (1977). Microfón.[127]
- Ok Míster Tango (1986) con Vicky Carr, LP CBS.[128]
- Grandes éxitos en vivo Teatro Ópera (1994), CD Leader Music.[129]
- 90 años y más... (2008). CD doble EMI Argentina. Antología de 44 grabaciones inéditas.

## Principales tangos de su autoría
| Tango                       | Coautoría Letra             | Año  |
| «Cuartito azul»             | Mario Battistella           | 1939 |
| «Tan solo tú»               | Marvil                      | 1940 |
| «Muchachita porteña»        | Alberto Vacarezza           | 1940 |
| «En esta tarde gris»        | José María Contursi         | 1941 |
| «Gricel»                    | José María Contursi         | 1942 |
| «Uno»                       | Enrique Santos Discépolo    | 1943 |
| «Cada vez que me recuerdes» | José María Contursi         | 1944 |
| «Cristal»                   | José María Contursi         | 1944 |
| «Copas, amigos y besos»     | Enrique Cadícamo            | 1944 |
| «A quién le puede importar» | Enrique Cadícamo            | 1945 |
| «Adiós pampa mía»           | Francisco Canaro Ivo Pelay  | 1945 |
| «Sin palabras»              | Enrique Santos Discépolo    | 1946 |
| «Cafetín de Buenos Aires»   | Enrique Santos Discépolo    | 1948 |
| «Una lágrima tuya»          | Homero Manzi                | 1949 |
| «Tu piel de jazmín»         | José María Contursi         | 1950 |
| «El patio de la morocha»    | Cátulo Castillo             | 1951 |
| «Taquito militar»           | Dante Gilardoni             | 1952 |
| «La calesita»               | Cátulo Castillo             | 1953 |
| «El firulete»               | Rodolfo Taboada             | 1953 |
| «Fandango»                  |                             | 1953 |
| «Yo tengo un pecado nuevo»  | Alberto Laureano Martínez   | 1953 |
| «Tanguera»                  |                             | 1955 |
| «Adiós»                     | Alberto Laureano Martínez   | 1957 |
| «Luces de mi ciudad»        | Luis Iturraste Carlos Petit | 1958 |
| «Porque la quise tanto»     | Rodolfo Taboada             | 1961 |
| «Tan solo un loco amor»     | Martín Darré                | 1962 |
| «Frente al mar»             | Rodolfo Taboada             | 1963 |
| «Ahora te llaman Lulú»      | Rodolfo Taboada             | 1964 |
| «Oro y gris»                | León Benarós                | 1966 |
| «Sabor de adiós»            | Silvio Soldán               | 1968 |

«La calesita» (1953), con letra de Cátulo Castillo. Inspiró la película del mismo nombre dirigida por Hugo del Carril en 1962. «Luces de mi ciudad» (década de 1970 y 1980), con J. B. Iturraste y Carlos Petit ―tema que se utilizó por años como cortina musical del programa Feliz domingo―.

## Filmografía
Mariano Mores participó en las siguientes películas:
Como actor
- Sucedió en el fantástico Circo Tihany (1981).
- Un elefante color ilusión (1970).
- Buenas noches, Buenos Aires (1964).
- América a medianoche (1961).
- La voz de mi ciudad (1953).
- La doctora quiere tangos (1949).
- Corrientes... calle de ensueños! (1949).
- La tía de Carlos (1946).

Además fue uno de los protagonistas del documental homenaje a los próceres vivos del tango:
- Café de los maestros (2008).

Como compositor
- Vallejos (corto - no estrenada comercialmente - 1972).
- La voz de mi ciudad (1953).
- La doctora quiere tangos (1949).
- Corrientes... calle de ensueños!  (1949).

Aportes musicales
- Perón, sinfonía del sentimiento (no estrenada comercialmente - 1999).
- Gatica, el Mono (1993).
- La sonrisa de mamá(1972).
- Los pulpos (1948).
- Senderos de fe(1938).

## Relaciones familiares
- Es padre de los cantantes de tango Nito Mores y Silvia Mores.
- Contrajo matrimonio con la cantante Myrna Mores, hermana a su vez de Margot Mores, con quienes integró el Trío Mores.
- Es hermano del cantante de tangos Enrique Martínez, que actuó con el seudónimo de Enrique Lucero.
- Es el abuelo de la ex modelo, conductora y presentadora de radio y televisión Mariana Fabbiani.